# Pascale Dumarcet
Pascale Rousseau-Dumarcet, dite Pascale Dumarcet, née le 22 février 1963, est une parachutiste professionnelle membre de l’équipe de France de parachutisme dans la double discipline Précision d’Atterrissage (PA) et Voltige. En 2018, elle comptabilise plus de 4 300 sauts à son actif.
Elle est notamment championne du monde (2022) du combiné Précision d’Atterrissage et Voltige, et championne de France à plusieurs reprises de Précision d'Atterrissage. Elle possède un palmarès étoffé de nombreuses médailles (nationales et internationales), principalement en équipe.

## Parcours
Pascale Dumarcet est née le 22 février 1963 en région parisienne. Après le baccalauréat, elle suit une classe préparatoire aux grandes écoles (CPGE) mathématiques spéciales et mathématiques supérieures en 1982, en parallèle de son intégration en équipe de France. À l'issue des concours, elle entre à l'École nationale supérieure d'ingénieurs de constructions aéronautiques (ENSICA) de Toulouse, où elle y crée une section parachutisme.
Elle commence le parachutisme à Vannes en 1981, à l'âge de 17 ans, âge minimum requis pour faire de la chute libre, après s'être entraînée, suivant alors toutes les formations théoriques au sol. Quatre mois après, elle gagne sa place aux sélections pour les championnats de France de Précision d’Atterrissage (PA) et Voltige à Vichy, catégorie junior. Progressant rapidement, elle se classe alors 5ème en août 1981.
En août 1982, alors toujours licenciée à Vannes, elle est de nouveau sélectionnée pour les championnats de France aux côtés de Yannick Hardouin. Pascale devient championne de France junior en Précision d’Atterrissage, en Voltige, et au combiné, seulement un an et demi après son premier saut. Elle intègre l'équipe de France de parachutisme en Précision d’Atterrissage (PA) et Voltige.
En 1990, Pascale Dumarcet est sélectionnée pour les championnats du monde de Précision d’Atterrissage (PA) et Voltige, mais laisse sa place, au profit d'une carrière de pilote de ligne et entre en formation chez Air France. Une formation stoppée par la compagnie aérienne avec la guerre du Golfe en 1991, « une déception encore plus immense pour moi » confiera-t-elle. Elle intègre la Sagem en tant qu'ingénieure, et continue le parachutisme en loisir en s'essayant au Vol Relatif. Elle accompagne son mari, juge en VR, avant d'obtenir la qualification de juge international en Vol Relatif (VR).
En 2000, elle quitte Paris et déménage à Toulouse et rejoint Airbus en 2006, avant un passage chez Liebherr Aerospace. Il ne suffit que de quelques années avant de la voir sauter de l'A400M à Séville, en compagnie du directeur général d'Airbus Thomas Enders. 
À 50 ans, elle renoue avec le haut niveau, sur proposition de Patrice Girardin, responsable de la PA/V pour la Fédération française de parachutisme. Elle est sélectionnée pour les championnats du monde de Précision d’Atterrissage et Voltige (PA/V) en Russie en 2021, mais se fracture la cheville un mois avant. Elle est de nouveau réintégrée en tant que remplaçante dans l'équipe de France, en vue des championnats du monde de 2022. Quarante années après sa victoire en championnat de France, elle décroche le graal, alors sacrée championne de monde de Précision d’Atterrissage et Voltige (PA/V) avec Déborah Ferrand, Stéphanie Texier, Léocadie Ollivier de Pury et Adeline Delecroix,.

## Vie privée
Pascale Dumarcet est la fille du général de corps d'armée français Yann Rousseau-Dumarcet. Elle a eu, avec le parachutiste professionnel et entraîneur Frédéric Ciccione, un fils : le capitaine Cédric Ciccione Rousseau-Dumarcet, engagé dans l'Armée de l'air,.

## Palmarès

### International

#### Championnat du monde
- Championne du monde de Précision d'Atterrissage par Équipe (Féminin) - 2022 (Strakonice)[8]
- Championne des World Cup Series de combiné en PA et Voltige par Équipe (Féminin) - 2016 (Belluno)[9]

#### Championnat d'Europe
- 3e du Championnat d'Europe de Précision d'Atterrissage - 2023 (Ravenne)[5]

### National

#### Championnat de France
- Vice-Championne de France de Précision d'Atterrissage en Individuel Femme - 2023 (Gap-Tallard)
- 3e du Championnat de France de Précision d'Atterrissage en ascensionnel - 2020 (Laval)[10],[11]
- 3e du Championnat de France de Précision d'Atterrissage en Individuel Vétéran - 2023 (Gap-Tallard)
- 3e du Championnat de France de combiné en PA et Voltige Femme - 2023 (Gap-Tallard)

### Junior

#### International
- Vainqueure des World Cup Series[11]
- 3e du Championnat du monde[11]

#### National
- Championne de France - 1982 / etc.[4],[11]
- Vice-Championne de France[11]
- 3e du Championnat de France[11]